# Estación de Rinconada
Estación de Rinconada är en ort i Mexiko.   Den ligger i kommunen Mazapiltepec de Juárez och delstaten Puebla, i den sydöstra delen av landet, 160 km öster om huvudstaden Mexico City. Estación de Rinconada ligger 2 366 meter över havet och antalet invånare är 116.
Terrängen runt Estación de Rinconada är kuperad söderut, men norrut är den platt. Runt Estación de Rinconada är det tätbefolkat, med 397 invånare per kvadratkilometer. Närmaste större samhälle är Acatzingo de Hidalgo, 17,8 km sydväst om Estación de Rinconada. Trakten runt Estación de Rinconada består till största delen av jordbruksmark.